# لوکا سیلیگاردی
لوکا سیلیگاردی (انگلیسی: Luca Siligardi؛ زادهٔ ۲۶ ژانویهٔ ۱۹۸۸) بازیکن فوتبال اهل ایتالیا است.
از باشگاه‌هایی که در آن بازی کرده‌است می‌توان به باشگاه فوتبال اینتر میلان، باشگاه فوتبال هلاس ورونا، باشگاه فوتبال پارما، باشگاه فوتبال بولونیا، باشگاه فوتبال پیاچنزا، باشگاه فوتبال باری، باشگاه فوتبال تریستیانا، و باشگاه فوتبال لیورنو اشاره کرد.